# سوراخ‌بان

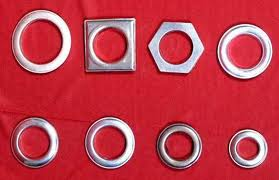
سوراخ‌بان‌های مورد استفاده در پرده‌ها

1. واشر آب بند که جهت رفع نشتی آب از محل اورینگ لاستیکی مانشون لوله های آز بستی و چدنی بدون قطع جریان آب مورد استفاده قرار می گیرد
2. سوراخ‌بان حلقه‌ای فلزی است که بر روی سوراخ‌های ایجاد شده بر روی چرم، پارچه و پلاستیک و نظایر آن اعمال می‌شود تا شکل و حالت روزنه سطح ماده در اثر گذر ریسمان، طناب یا میله حفظ گردد. در سوراخ‌های بند کفش پوتین‌ها و چکمه‌ها از سوراخ‌گیر فلزی استفاده می‌شود. از این سوراخ‌بان در پرده پانچ، پرده‌های حمام، بادبان قایق‌ها و لباس‌ها نیز استفاده می‌گردد.